# Bakerinulus luzonicus
Bakerinulus luzonicus is een hooiwagen uit de familie Sclerosomatidae. De wetenschappelijke naam van Bakerinulus luzonicus gaat terug op Roewer.